# Marcoing
 Marcoing  es una población y comuna francesa, en la región de Norte-Paso de Calais, departamento de Norte, en el distrito de Cambrai y cantón de Marcoing.

## Demografía
| 2128 | 1839 | 2015 | 2132 | 2104 | 1932 |
| Para los censos de 1962 a 1999 la población legal corresponde a la población sin duplicidades (Fuente: INSEE [Consultar]) |      |      |      |      |      |